# Kendal (Punung)
Kendal is een bestuurslaag in het regentschap Pacitan van de provincie Oost-Java, Indonesië. Kendal telt 1187 inwoners (volkstelling 2010).